# 汶萊國家童軍總會
汶萊國家童軍總會為汶萊的國家童軍組織，1933年成立，1981年成為世界童軍運動組織成員。剛成立時只有12名童軍，1961年擴張到322名，2011年則有2,086名。

## 歷史
1933年1月，惹蘭·本曼查馬來學校（Sekolah Melayu Jalan Pemancha）的教師車古·馬沙爾·賓·馬翁（Chegu Marsal bin Maun）成立了以12位男孩為主體的童軍團。該校的校長，同時也是教育部門主管車古·阿旺·扎伊迪·賓·阿旺·塔哈（Chegu Awang Zaidi bin awang Taha）成為了該團團長，車古·馬沙爾·賓·馬翁（Chegu Marsal bin Maun）成為副團長。此為汶萊童軍運動的起源。
1939年，汶萊童軍總會正式登記在倫敦的英國童軍總會成為汶萊分會（馬來語為）。
1940年以前，汶萊並沒有英語中學，因此希望學習英語的男孩們都會進入鄰近納閩島的公立英語學校。這些學生的大部分人加入了該校的納閩島第1童軍團。1940年3月17日，汶萊蘇丹艾哈邁德·塔祖丁加冕即位，在汶萊當地是一件大事。時任州務大臣拿督哈吉·易卜拉欣·賓·穆罕默德·加法爾（Dato Hj. Ibrahim bin Mohd. Jaafar）邀請了公立英語學校的納閩島第1童軍團參與這場盛事。而該團團長V·A·喬治（V. A. George）與S·N·耐爾（S. N. Nair）來到汶萊參與活動，並在大街上列隊遊行。為了紀念這個時刻，所有參與的童軍成員都獲贈紀念品在童軍團成員完成納閩島的學業後就返回家鄉。他們促使了汶萊童軍總會的成長。

## 細節
汶萊國家童軍總會的童軍銘言為，也就是「準備」。
汶萊童軍的最高階級為「蘇丹童軍」（Pengakap Sultan）。汶萊國家童軍總會的徽章附有汶萊國徽。
汶萊童軍的海外與國內活動，皆記載於汶萊國家童軍總會的年度報告中。